# Samisk barktäkt
Samisk barktäkt är en kulturlämning som anses vara specifikt knuten till den samiska kulturen. Den består av en barklös yta i nedre delen av en tallstam. Lämningen har uppkommit genom att tallens vita innerbark skurits loss från trädet i ett sammanhängande sjok. Syftet var att använda innerbarken antingen som mat eller som förpackningsmaterial för senor som skulle bevaras mjuka och användbara.
Som föda var barken ingen nödlösning utan ingick i det normala kosthållet. Den kunde ätas färsk, men också torkas och blandas i soppor. Barken var inte bara en god kolhydratkälla utan också uppskattad för sin goda smak.
Barken togs bara från en del av stammen, och därför överlevde tallarna. Just där barken hade avlägsnats skedde emellertid ingen ytterligare tillväxt och träet förblev bart. Samtidigt växte resten av stammen och bark vallades över från sidorna. Genom att borra i tallen med tillväxtborr och räkna årsringarna dels i skadan, dels i resten av stammen kan man datera när barktäkten skedde. Över 300 spår av samisk barktäkt har daterats. De äldsta var från omkring 1450, de yngsta från slutet av 1890-talet. 
Tallar med spår efter samisk barktäkt har hittats i ett område från Könkämäälven i norr till Umeälven i söder. Avverkning av gamla tallar är ett hot mot denna typ av kulturlämning.